# Polyptychus chinensis
Polyptychus chinensis là một loài bướm đêm thuộc họ Sphingidae. Nó được tìm thấy ở Trung Quốc, Đài Loan và quần đảo Ryukyu.

## Sự miêu tả

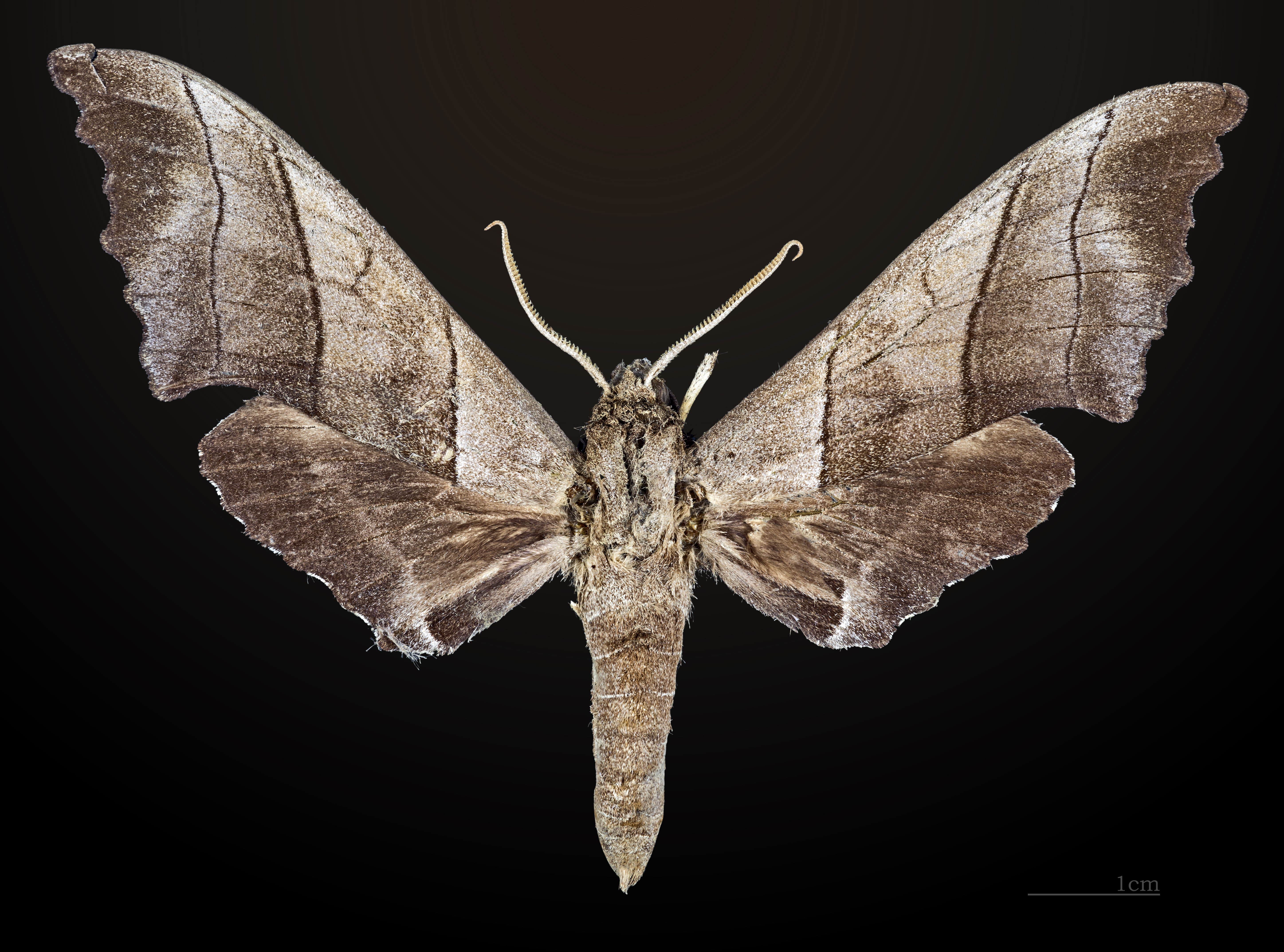
♂
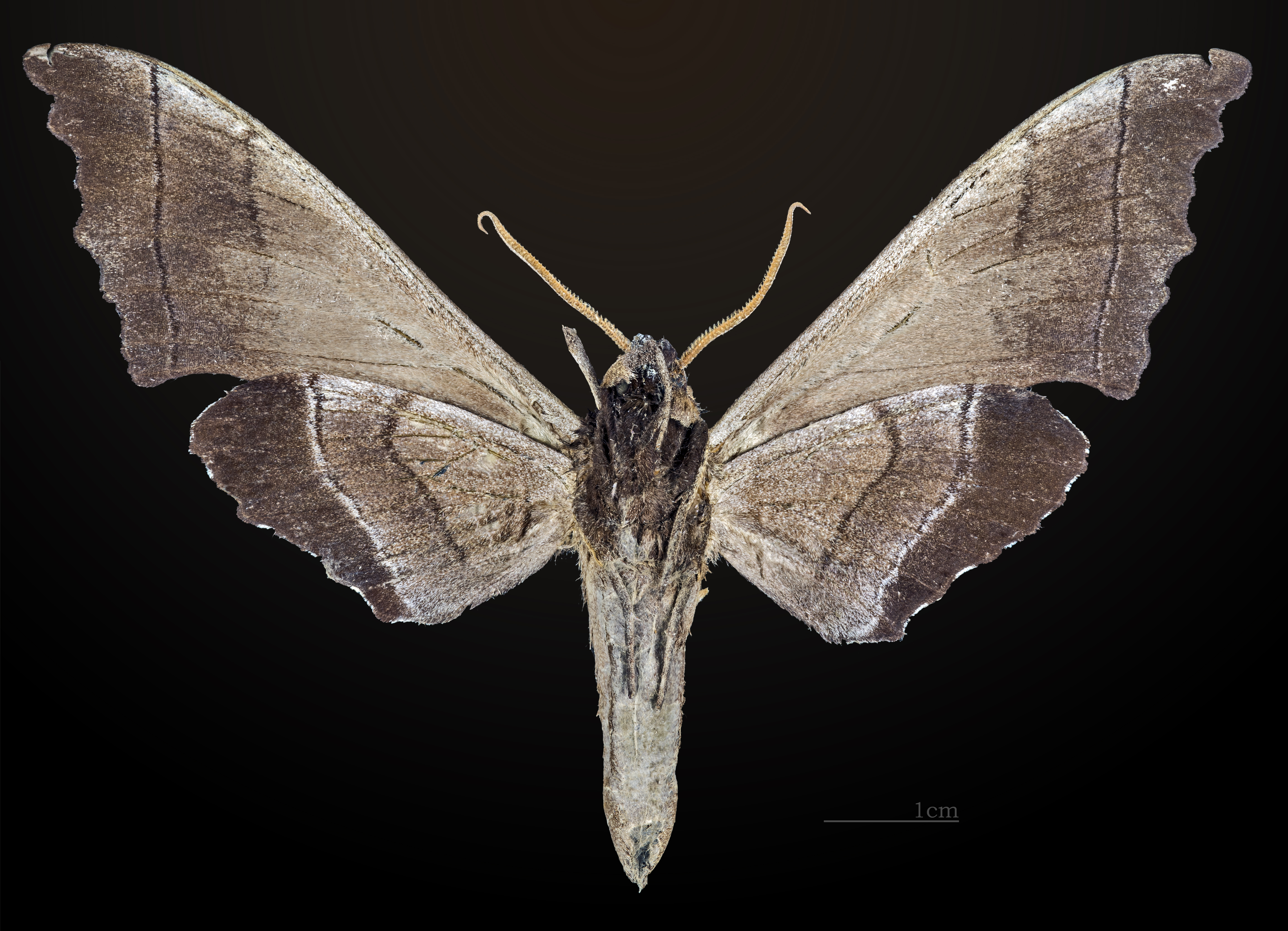
♂ △
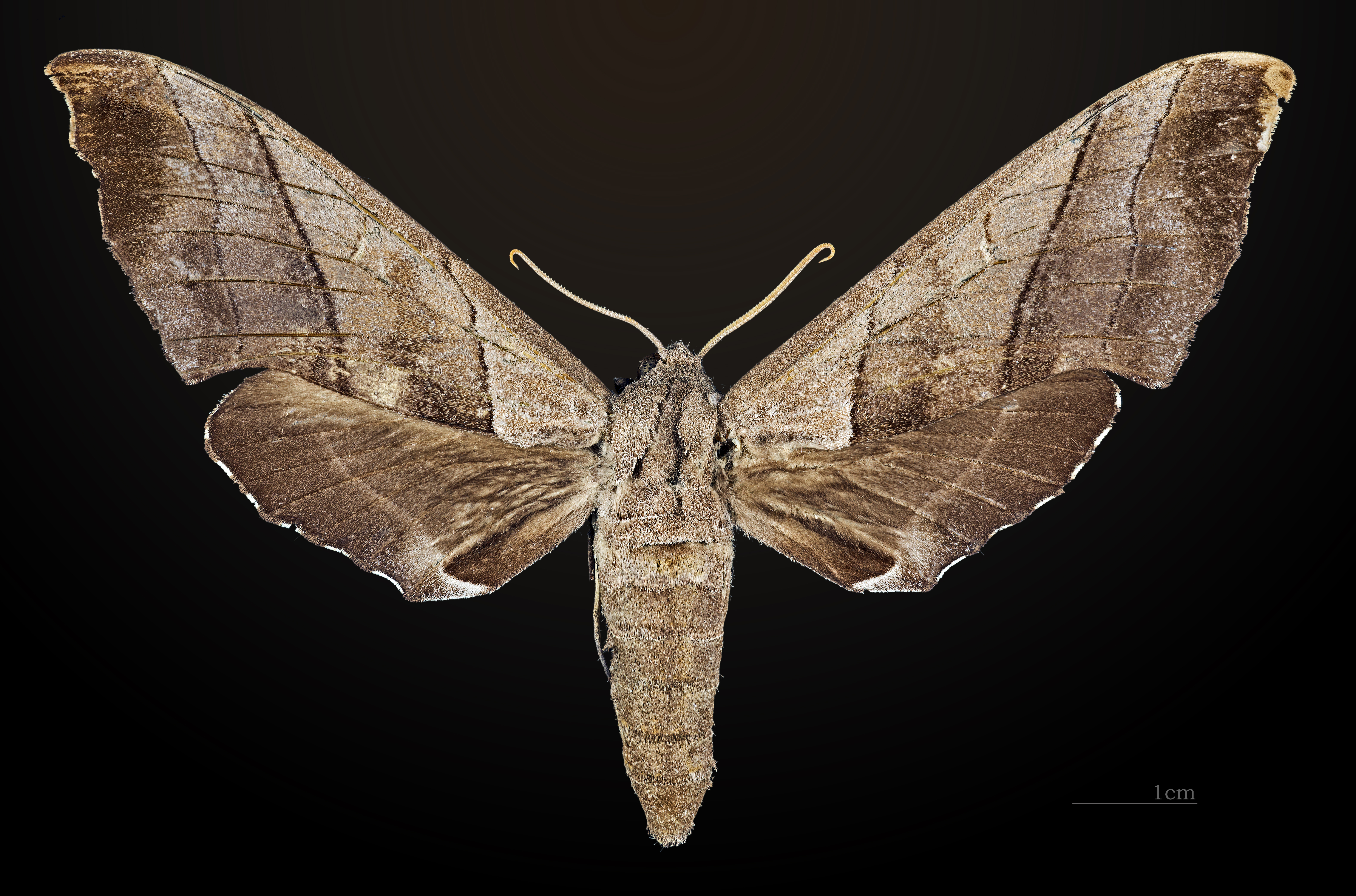
♀
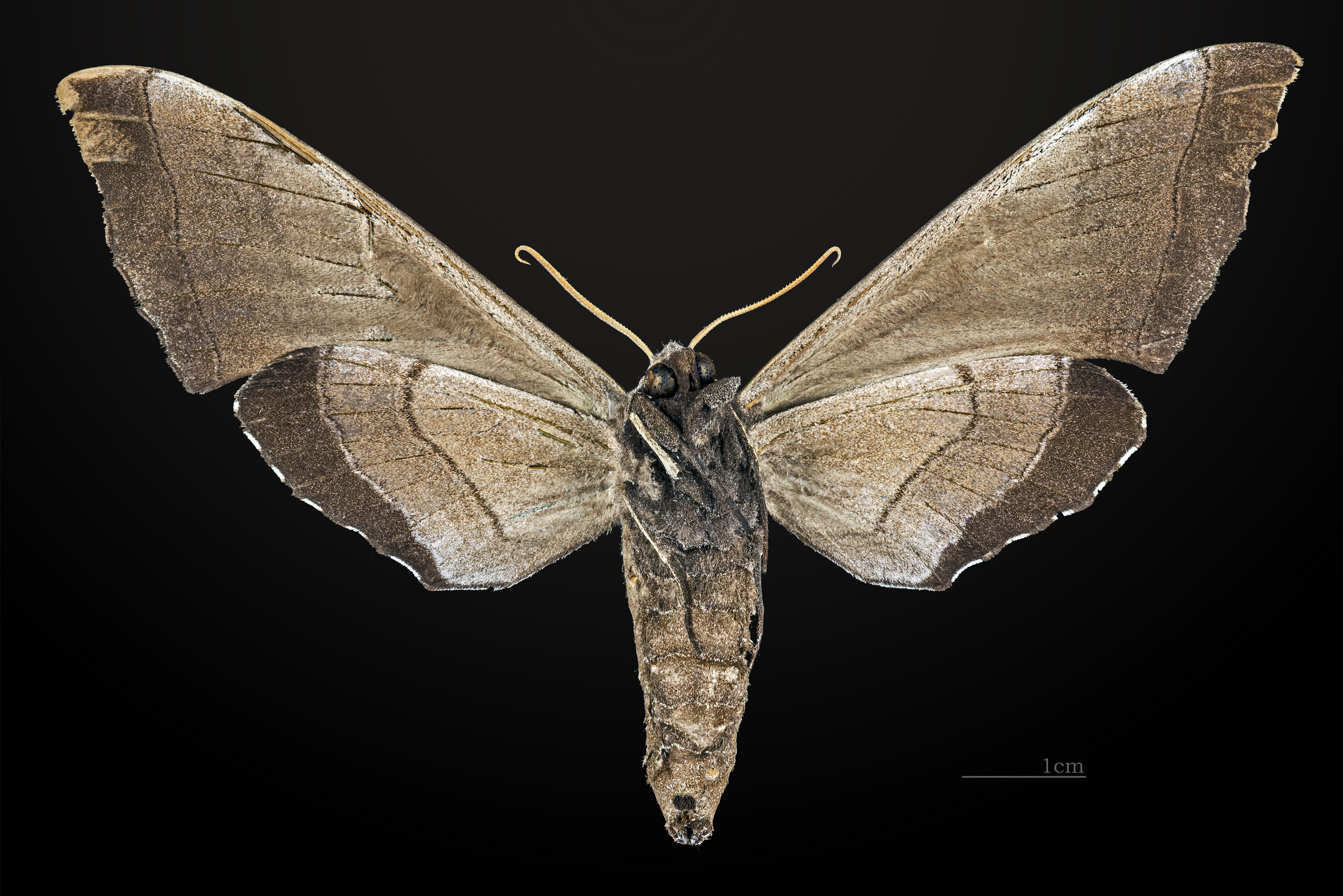
♀ △

Sải cánh dài 92–112 mm.

## Phụ loài
- Polyptychus chinensis chinensis (Taiwan và miền quần đảo nam Ryukyu)[2]
- Polyptychus chinensis draconis Rothschild & Jordan, 1916 (miền trung tới tây nam Trung Quốc)[3]
- Polyptychus chinensis draconoides Mell, 1935 (miền trung tới miền đông Trung Quốc)[4]
- Polyptychus chinensis shaanxiensis Brechlin, 2008 (Thiểm Tây)